# John Mowbray, 2. Baron Mowbray
John Mowbray, 2. Baron Mowbray (* 4. September 1286; † 23. März 1322) war ein englischer Adliger und Rebell.

## Herkunft und Jugend
Er war ein Sohn von Roger de Mowbray, 1. Baron Mowbray und dessen Frau Rohese, einer Tochter von Richard de Clare, 5. Earl of Hertford. Er war beim Tod seines Vaters 1297 noch minderjährig. Im nächsten Jahr wurde er in Swansea Castle mit Alicia, der ältesten Tochter seines Vormunds William de Braose verheiratet, der für die Heirat eine Gebühr von 500 Mark zahlte.

## Gefolgsmann von Eduard II.
Am 22. Mai 1306 gehörte Mowbray zu denjenigen, die zusammen mit dem Thronfolger Eduard zum Ritter geschlagen wurden. Am 1. Juni 1306 konnte er das Erbe seines Vaters antreten. Am 26. August 1307 erhielt er einen Writ of Summons für das Parlament. Am 25. Februar 1308 war er bei der Krönung von Eduard II. zum König von England anwesend. Nach dem Tod von Roger Lestrange, dem zweiten Ehemann von Maud de Beauchamp, seiner Großmutter väterlicherseits, erhielt er 1311 ihren Anteil an den Ländereien seines Urgroßvaters William de Beauchamp in Bedfordshire, Buckinghamshire, Cambridgeshire und Kent. Trotz dieser neu gewonnenen Besitzungen in Südengland und dem voraussichtlichen Erbfall der Ländereien seines Schwiegervaters in Südwales lag das Hauptinteresse von Mowbray an seinen Besitzungen in Nordengland. 1306 nahm er am letzten Feldzug Eduards I. gegen Schottland teil, und 1308 und 1309 unterstützte er die schottischen Feldzüge von Eduard II. Er war mehrfach Verwalter der Stadt York, von Yorkshire, Northumberland und der Scottish Marches bei Carlisle, dazu übertrug ihm der König noch weitere Ämter. Unter anderem ernannte ihn der König im Januar 1315 zu einem der vier Kommandanten der englischen Truppen in den Scottish Marches, Seine Loyalität versuchte der König zu sichern, indem er ihm ab Juni 1317 für seine Dienste mit einer unbekannten Zahl von men-at-arms jährlich £ 100 versprach. Als im Oktober 1317 John Lilburn, ein Gefolgsmann des Earl of Lancaster, Knaresborough Castle, eine Burg des königlichen Günstlings Roger Damory besetzte, gehörte Mowbray dem Aufgebot von nordenglischen Baronen an, das die Burg belagerte und Lilburn Ende Januar 1318 zur Übergabe zwang.

## Beteiligung an dem Erbstreit um Gower
1316 sicherte Mowbray seinem Schwiegervater Braose die Übergabe der Güter von Hawnes, Stotfold und Willington in Bedfordshire zu. Dieser erlaubte dem König, die Güter an dessen Favoriten Hugh le Despenser weiterzureichen. Im selben Jahr stimmte Braose, dessen einziger Sohn bereits gestorben war, der Übertragung seiner Güter in Sussex an seine Tochter Alicia und deren Ehemann Mowbray zu. Ungeklärt blieb der Besitz von Gower, der wichtigsten Herrschaft von Braose. Wegen seiner Schulden plante Braose den Verkauf dieser südwalisischen Herrschaft, doch vermutlich hatte er auch Mowbray Gower versprochen. Mowbray besetzte die Herrschaft 1320, doch auch Humphrey de Bohun, 4. Earl of Hereford, der Schwiegervater von Braoses zweiter Tochter Joan, beanspruchte die Herrschaft. Zusätzlich hatte Braose noch mit Roger Mortimer of Chirk, Roger Mortimer of Wigmore und mit Hugh le Despenser über einen Verkauf der Herrschaft verhandelt. Despenser war bereits Lord des benachbarten Glamorgan, und er überredete Eduard II., aufgrund der Besetzung Gowers durch Mowbray die Herrschaft zu beschlagnahmen. Mowbray entgegnete, dass Gower als Herrschaft der Welsh Marches nicht dem englischen Recht unterstehe und der König nicht das Recht hätte, ihm sein Erbe abzuerkennen. Daraufhin verbündeten sich die anderen Anwärter auf Gower mit Mowbray, um ihre Privilegien als Marcher Lords und ihre Territorien gegen den wachsenden Einfluss von Hugh le Despenser in Südwales zu verteidigen. Eduard II. verbot daraufhin Mowbray und 29 anderen Marcher Lords, sich untereinander zu verbünden.

## Rebell gegen Despenser und gegen den König
Im Despenser War überfielen die verbündeten Marcher Lords im Mai 1321 Despensers Besitzungen in Südwales, eroberten zahlreiche seiner Burgen und nahmen John Iweyn, Despensers Sheriff von Glamorgan, gefangen. Da Iweyn zuvor im Dienst von Braose gestanden hatte, ließ Mowbray ihn als Verräter hinrichten. Mowbray und die Marcher Lords verbündeten sich nun bei einem Treffen in Sherburn-in-Elmet mit dem Earl of Lancaster, dem langjährigen innenpolitischen Gegner des Königs. Sie brachten die Mehrheit der Barone im Parlament auf seine Seite, die Hugh le Despenser im August 1321 verbannten und Mowbray am 20. August begnadigten. Ab Herbst 1321 ging der König jedoch militärisch gegen die Rebellen vor. Im Januar 1322 zwang er die meisten Marcher Lords zur Aufgabe. Mowbray hatte sich in Nordengland Lancaster angeschlossen und beteiligte sich im Januar an der Belagerung von Tickhill. Im Februar 1302 sollte Mowbray zu den Unterhändlern gehören, die über ein Bündnis der Rebellen mit den Schotten verhandelten. Am 11. März 1322 erklärte der König Mowbray zum Verräter, und am 17. März wurde er in der Schlacht bei Boroughbridge gefangen genommen. Er wurde nach York gebracht und dort am 23. März als Verräter gehängt. Sein Leichnam wurde die nächsten drei Jahre in Ketten aufgehängt zur Schau gestellt, bevor er in der Dominikanerkirche von York begraben wurde.

## Nachwirkung
Mowbray unterstützte, wie seine Vorfahren, Byland Abbey in Yorkshire mit Stiftungen. In Melton Mowbray errichtete er ein neues Herrenhaus. Mit seiner Frau Alicia hatte er zwei Söhne, John und Alexander. Seine Frau und sein ältester Sohn John wurden nach seiner Rebellion verhaftet und im Tower of London gefangen gehalten, sie kamen erst nach dem Sturz Eduards II. und Despensers Anfang 1327 frei. Mowbrays Verurteilung wurde 1327 postum aufgehoben. Seinem Sohn John wurden daraufhin die Güter seines Vaters und auch Gower zugesprochen.